# Oblast Tsjeljabinsk
De oblast Tsjeljabinsk (Russisch: Челябинская область, Tsjeljabinskaja oblast) is een oblast (bestuurlijke eenheid) van Rusland. Hoofdstad is de gelijknamige stad Tsjeljabinsk.

## Kerngegevens
- oppervlakte: 88.181,7 km² - 5e van de economische regio Oeral[1] en de 39e van Rusland
- bevolking: 3.603.339 (2002) - 3e van economische regio Oeral en 9e van Rusland
- dichtheid: 40,86 - dichtstbevolkte gebied van de economische regio Oeral
- urbanisatiegraad: 81,9% - 2e van economische regio Oeral na oblast Sverdlovsk

## Geografie en geschiedenis
Het oostelijk deel van de oblast ligt in de Zuidelijke Oeral en het westelijk deel vormt het begin van het West-Siberisch Laagland. De oblast grenst aan Kazachstan in het zuidoosten, oblast Orenburg in het zuiden, Basjkirostan in het westen, de oblast Sverdlovsk in het noorden en de oblast Koergan in het oosten. Er heerst een sterk landklimaat met koude winters en hete zomers.
De vesting Tsjeljabinsk werd gesticht in 1736. De bevolking groeide sterk na de komst van de Trans-Siberische spoorlijn in de tweede helft van de 19e eeuw. Op 17 januari 1934 werd de huidige oblast geformeerd.

## Economie
Na de oblast Sverdlovsk kent de oblast de hoogste industriële productie van de economische regio Oeral. Hierbinnen neemt de metallurgie ongeveer 50% in (ijzerverwerkende metallurgie: 37,8% in 1991; 59,3% in 2005). Andere belangrijke industrieën worden gevormd door de machinebouw en de metaalbewerking (30% in 1991; 15,2% in 2005). De ijzerverwerkende metallurgie is de grootste van Rusland. Het grootste bedrijf hierbinnen is het Metallurgisch Kombinaat van Magnitogorsk (MMK) bij de gelijknamige stad.
De regio is rijk aan bodemschatten zoals ijzer (onder andere bij Bakal en Zlato-oest), koper, nikkel, zink, magnesiet en bruinkool.

## Demografie
| 1926      | 1939      | 1959      | 1970      | 1979      | 1989      | 2002      |
| --------- | --------- | --------- | --------- | --------- | --------- | --------- |
| 1.052.000 | 1.729.000 | 2.979.000 | 3.289.000 | 3.439.000 | 3.626.000 | 3.603.300 |